# باسات (الحديدة)

تعديل مصدري - تعديل

باسات هي إحدى قرى مديرية زبيد، التابعة لمحافظة الحديدة اليمنية، بلغ تعداد سكانها 3565 نسمة حسب الإحصاء الذي أجري عام 2004.